# Marquesado de Santa Cruz de Paniagua
El Marquesado de Santa Cruz de Paniagua es un título nobiliario español creado por el rey Carlos II el 3 de marzo de 1681 a favor de Antonio de Paniagua de Loaysa y Zúñiga, General de Artillería, Maestre de Campo, gobernador y capitán general de Cádiz y Orán, en atención a sus méritos y servicios, y a los de su padre Pedro de Paniagua, Marqués consorte de Lanzarote. Falleció siendo Maestre de Campo de Infantería Española en la defensa del Fuerte de San Cristóbal en Badajoz.

## Listado de los Marqueses de Santa cruz de Paniagua
|                        | Titular                                                            | Título / Periodo                                       |
| Creación por Carlos II | Creación por Carlos II                                             | Creación por Carlos II                                 |
| ---------------------- | ------------------------------------------------------------------ | ------------------------------------------------------ |
| I                      | Antonio de Paniagua de Loaysa y Zúñiga                             | I Marqués de Santa Cruz de Paniagua 1681-1687          |
| II                     | Antonio Paniagua de Loaysa y Ayala, Zúñiga y Francos               | II Marqués de Santa Cruz de Paniagua                   |
| III                    | José Cayetano Paniagua de Loaysa y Escobar, Ayala y Ovando         | III Marqués de Santa Cruz de Paniagua                  |
| IV                     | María Luisa Paniagua de Loaysa y Manuel de Villena                 | IV Marquesa de Santa Cruz de Paniagua                  |
| V                      | Lope de Hoces y Paniagua                                           | V Marqués de Santa Cruz de Paniagua                    |
| VI                     | José de Hoces y Hoces, VI Conde de Hornachuelos                    | VI Marqués de Santa Cruz de Paniagua                   |
| VII                    | Ramón de Hoces y Gutiérrez-Ravé, VII Conde de Hornachuelos         | VII Marqués de Santa Cruz de Paniagua                  |
| VIII                   | Antonio de Hoces y Gutiérrez-Ravé, VIII Conde de Hornachuelos      | VIII Marqués de Santa Cruz de Paniagua                 |
| IX                     | José Ramón de Hoces y González de Canales, I Duque de Hornachuelos | IX Marqués de Santa Cruz de Paniagua (1846 - 1895)     |
| X                      | Pedro de Hoces y Losada                                            | X Marqués de Santa Cruz de Paniagua                    |
| XI                     | José Ramón de Hoces y D'Orticos-Marin                              | XI Marqués de Santa Cruz de Paniagua                   |
| XII                    | María Almudena de Hoces y Cubas                                    | XII Marquesa de Santa Cruz de Paniagua ( - 1957)       |
| XIII                   | Alejandro de Calonje y Hoces                                       | XIII Marqués de Santa Cruz de Paniagua (1957 – actual) |

## Historia de los Marqueses de Santa Cruz de Paniagua
- Antonio de Paniagua de Loaysa y Zúñiga, Paniagua y Ayala, I Marqués de Santa Cruz de Paniagua.[3]

1. Casó con Beatriz Escobar y Ovando. Le sucedió su hijo:

- Antonio Paniagua de Loaysa y Ayala, Zúñiga y Francos, II Marqués de Santa Cruz de Paniagua.[3] Sin descendencia.

- José  Cayetano Paniagua de Loaysa y Escobar, Ayala y Ovando,[3] III Marqués de Santa Cruz de Paniagua.

1. Casó con María Petronila Manuel de Villena, hija de Cristóbal Manuel de Villena y Portocarrero, I Conde de Via Manuel, IX Señor de Cheles, y su primera mujer, Leonor Botello de Mendoza. Le sucedió su única hija:

- Luisa Panigua de Loaysa y Manuel de Villena, IV Marquesa de Santa Cruz de Paniagua,

1. Casó con José Ramírez de Arellano, II. Conde de Murillo. Le sucedió su sobrino, hijo de Teresa Rosa de Paniagua de Loaysa y Escobar, hija del I Marqués de Santa Cruz de Paniagua, casada con don Pedro Hoces y Manuel de Landó, señor de la Albaida, IV conde de Hornachuelos.

- Lope de Hoces y Paniagua (nacido en Córdoba, el 11-6-1698), V conde de Hornachuelos, señor de la Albaida, Capitán del Regimiento de Caballería de Calatrava. Marqués de Santaella y V Marqués de Santa Cruz de Paniagua. Se casó con doña María del Rosario de Hoces y Venegas de la Cueva, señora de Cabezas de la Harina, Villaximena, Las Grañeras y Tercias de Autilla. Les sucedió su hijo:[4]

- José de Hoces y Hoces, VI Marqués de Santa Cruz de Paniagua,VI Conde de Hornachuelos, VIII Marqués de Santaella.

1. Casó con María Antonia Gutiérrez-Ravé y Torquemada. Le sucedió su hijo:

- Ramón de Hoces y Gutiérrez-Ravé, VII Marqués de Santa Cruz de Paniagua, VII Conde de Hornachuelos, IX Marqués de Santaella, sin descendencia. Le sucedió su hermano:

- Antonio de Hoces y Gutiérrez-Ravé, VIII Marqués de Santa Cruz de Paniagua, VIII Conde de Hornachuelos, X Marqués de Santaella.

1. Casó con Ana María González de Canales y Muñoz-Cobo. Le sucedió su hijo:

- José Ramón de Hoces y González de Canales (1825-1895), IX Marqués de Santa Cruz de Paniagua, IX Conde de Hornachuelos, I Duque de Hornachuelos, XI Marqués de Santaella.

1. Casó en 1º nupcias con Genoveva Fernández de Córdoba y Pulido.
2. Casó en 2º nupcias con María del Buen Consejo Losada y Fernández de Liencres, hija de Pedro Losada y Gutiérrez de los Ríos, IX conde de Gavia la Grande y conde de Valdelagrana. Le sucedió su hijo:

- Pedro de Hoces y Losada, X Marqués de Santa Cruz de Paniagua; Casó con Graciela Dorticós-Marín y León, con la que tuvo dos hijos José Ramón y María Purificación de Hoces y Dorticós-Marín.[5] Le sucedió su hijo:

- José Ramón de Hoces y D'Orticos-Marin; Duque de Hornachuelos, XI Marqués de Santa Cruz de Paniagua y Marqués de Marín.

- María Almudena de Hoces y Cubas; XII Marquesa de Santa Cruz de Paniagua.

- Alejandro de Calonje y Hoces; XIII Marqués de Santa Cruz de Paniagua.[6]